# ドラゴイェ・レコヴィッチ
ドラゴイェ・レコヴィッチ（セルビア語: Драгоје Лековић, ラテン文字転写: Dragoje Leković、1967年11月21日 - ）は、セルビア（旧ユーゴスラビア）の元サッカー選手、サッカー指導者。ポジションはゴールキーパー。

## 経歴
ユーゴスラビア代表として1988年から1998年まで14試合に出場した。1990 FIFAワールドカップ、1998 FIFAワールドカップのメンバーにも選ばれた。

## 代表歴

### 出場大会
- ユーゴスラビア代表
  - 1990 FIFAワールドカップ
  - 1998 FIFAワールドカップ

### 試合数
- 国際Aマッチ 14試合 0得点（1988年-1998年）[2]

| ユーゴスラビア代表 | 国際Aマッチ | 国際Aマッチ |
| 年                 | 出場        | 得点        |
| ------------------ | ----------- | ----------- |
| 1988               | 2           | 0           |
| 1989               | 1           | 0           |
| 1990               | 0           | 0           |
| 1991               | 1           | 0           |
| 1992               | 0           | 0           |
| 1993               | 0           | 0           |
| 1994               | 0           | 0           |
| 1995               | 0           | 0           |
| 1996               | 0           | 0           |
| 1997               | 6           | 0           |
| 1998               | 4           | 0           |
| 通算               | 14          | 0           |

## タイトル

### レッドスター・ベオグラード
- ユーゴスラビア・プルヴァ・リーガ：1991-92
- インターコンチネンタルカップ：1991